# Lissjön (By socken, Dalarna)
Lissjön är en sjö i Avesta kommun i Dalarna och ingår i Dalälvens huvudavrinningsområde. Sjön har en area på 0,133 kvadratkilometer och ligger 67,9 meter över havet. Sjön avvattnas av vattendraget Lissjöån (Långsjöb.).

## Delavrinningsområde
Lissjön ingår i det delavrinningsområde (667399-153355) som SMHI kallar för Mynnar i Bäsingen. Medelhöjden är 91 meter över havet och ytan är 4,11 kvadratkilometer. Det finns inga avrinningsområden uppströms utan avrinningsområdet är högsta punkten. Lissjöån (Långsjöb.) som avvattnar avrinningsområdet har biflödesordning 2, vilket innebär att vattnet flödar genom totalt 2 vattendrag innan det når havet efter 106 kilometer. Avrinningsområdet består mestadels av skog (60 procent) och jordbruk (23 procent). Avrinningsområdet har 0,12 kvadratkilometer vattenytor vilket ger det en sjöprocent på 5,5 procent.